# Millwall Dock
Das Millwall Dock ist ein Hafenbecken in Millwall südlich der Canary Wharf auf der Isle of Dogs in London.

## Geschichte

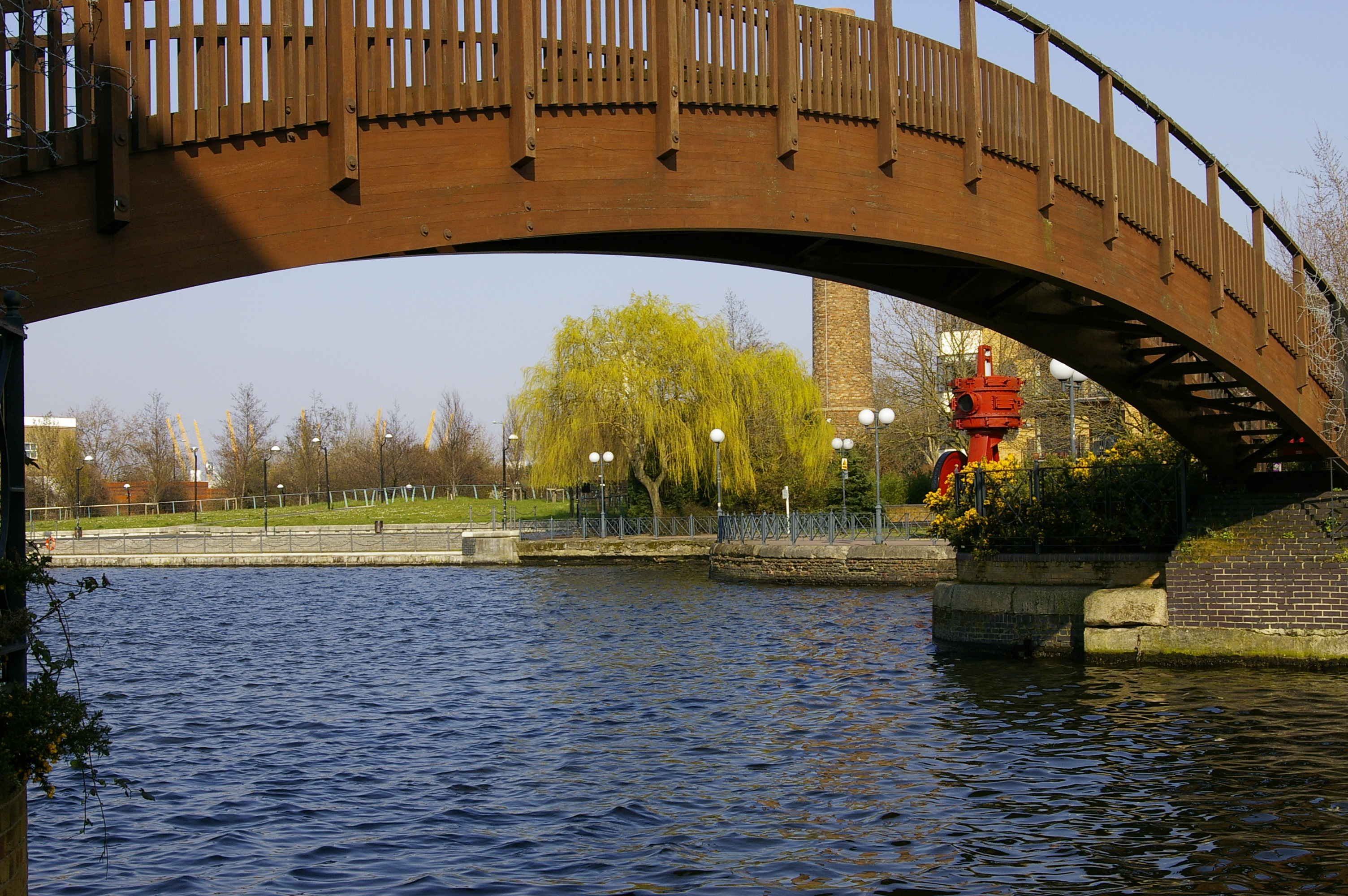
Brücke am Eingang zum alten Trockendock am Cipper Quay mit einem Heizkessel und einer Dampfmaschine im Hintergrund

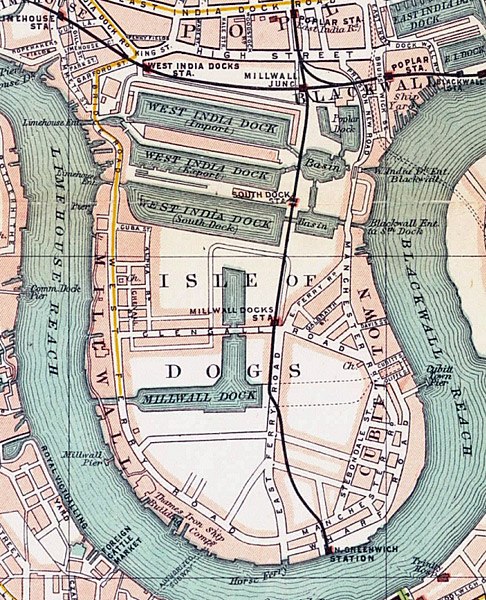
Karte der Isle of Dogs mit den Hafenanlagen (1899)

Das Millwall Dock wurde von John Aird & Co. nach den Plänen von Sir John Fowler gebaut und 1868 eröffnet.
Das Hafenbecken hat eine L-Form, wobei sich das Äußere Hafenbecken in Ost-West-Richtung erstreckt und das Innere Hafenbecken von dessen östlichem Ende nach Norden verläuft. Es hatte ursprünglich eine Wasserfläche von 14 ha und eine Grundstücksfläche von 81 ha. Das westliche Ende des Äußeren Hafenbeckens war ursprünglich in Millwall durch einen 24 m breiten Kanal mit der Themse verbunden. Der Aushub des Hafenbeckens bildete ein Stück Brachland, das Mudchute genannt wurde. Ein Schwimmdock für Schiffsreparaturen wurde in der SO-Ecke des Äußeren Hafenbeckens gebaut (eines von ursprünglich sechs geplanten) und später auf 169 m verlängert.
Im Rahmen der Umstrukturierung nach Übernahme durch die Port of London Authority in den 1920er-Jahren wurde das nördliche Ende des Inneren Hafenbeckens mit den West India Docks durch die Millwall Passage verbunden und die direkte Verbindung zur Themse wurde verfüllt.
Das Hafenbecken wurde hauptsächlich zum Löschen von Holz- und Getreideladungen genutzt, ein Handel, der später flussabwärts zum Hafen Tilbury verlagert wurde, als dort in den 1960er-Jahren ein großes Getreideterminal entstand. Eine Mehlmühle von McDougall’s an der Südseite des Äußeren Hafenbeckens wurde 1980 abgebrochen.

## Das Gelände heute
Das Millwall Dock liegt fast in der Mitte der Isle of Dogs, südlich anschließend an die umgebaute Canary-Wharf-Geschäftsmeile.

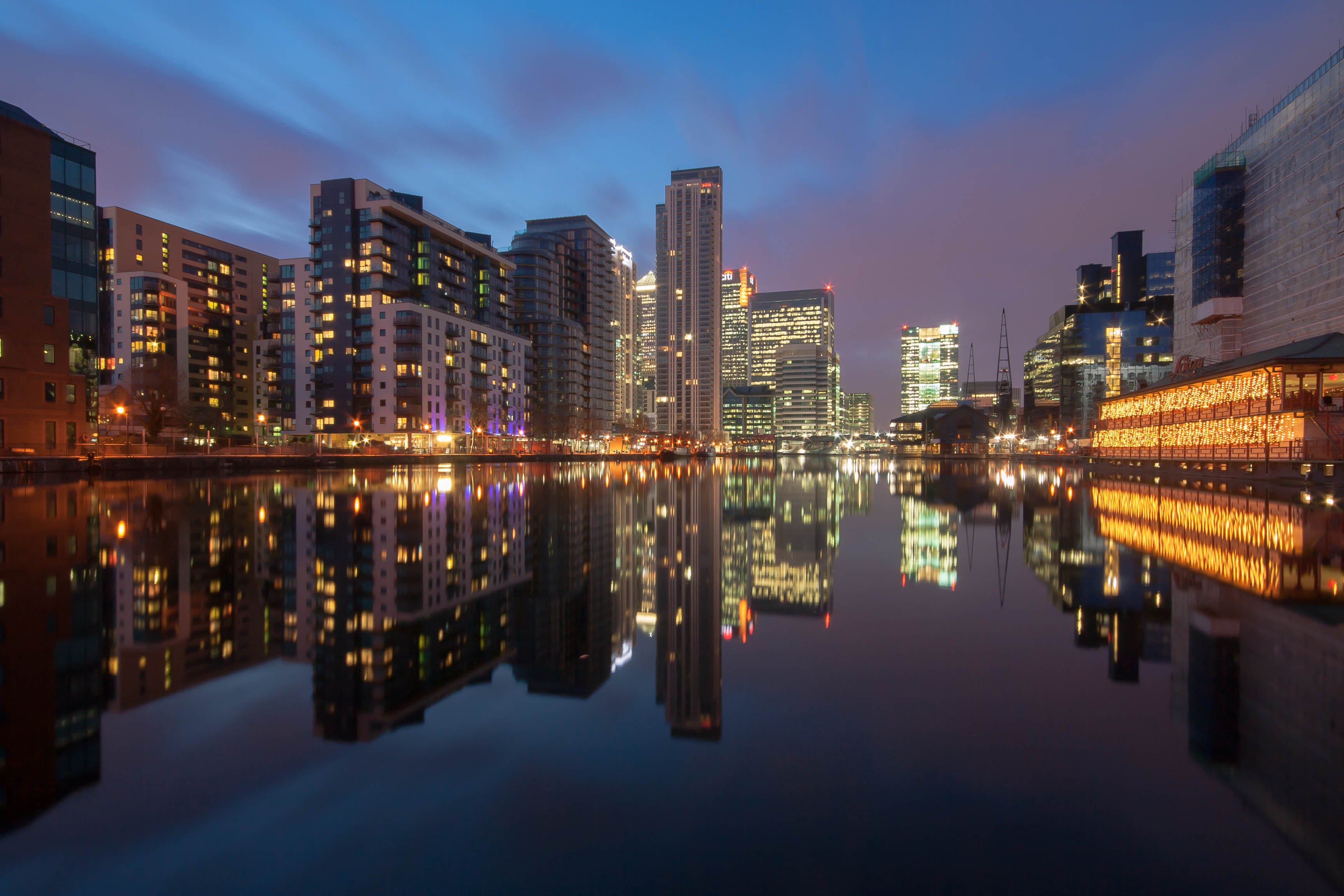
Inneres Hafenbecken von Millwall gegen die Canary Wharf

Ein großes Grundstück an der Nordseite des Äußeren Hafenbeckens ist nehmen die West Ferry Printing Works, die größte Zeitungsdruckerei in Westeuropa, ein, die 1984–1986 gebaut wurde. Das Millwall Dock ist heute ein Gewerbegebiet mit Hochhäusern, in denen sich Kleine und mittlere Unternehmen (KMU) für technische Produkte, Rechtsanwaltskanzleien und Finanzdienstleister niedergelassen haben.
Auch entstanden dort Wohngebäude und elegante Appartementblocks. Das Wohngebiet Clippers Quay ist am ehemaligen Trockendock angeordnet, während das Wohngebiet Mill Quay sich am Standort der alten Mühle befindet. Der Unterschied zwischen den neu entstandenen Geschäfts- und Wohnvierteln und der anschließenden alten Bebauung.
Das Docklands Sailing and Watersports Centre liegt ganz am Westende des Hafenbeckens, wo dieses ursprünglich mit der Themse verbunden war. Es wurde 1989 von der London Docklands Development Corporation (LDDC) und dem Sports Council für £ 1,2 Mio. gebaut.
In diesem Hafenbecken wurden 1999 die Bootsstunts zum James-Bond-Film Die Welt ist nicht genug durchgeführt.
Vom Millwall Dock aus sind drei Stationen der Docklands Light Railway (DLR) zu erreichen: Mudchute, Crossharbour und South Quay.